# 수산네 레우테르
수산네 레우테르(Suzanne Reuter, 1952년 6월 14일 ~ )는 스웨덴의 배우이다. 제30회 굴드바게상 여우주연상 수상자이다.

## 출연 작품
- 웰컴 투 스웨덴 (2018)
- 미키 앤 베로니카 (2014)
- 라즈베리 보트 리퓨지 (2014)
- 솔스톰 (2007)
- 쉐르딜 (1999)
- 드림 하우스 (1993)
- 고모론 (1992)